# دهستان شهرستانه
شهرستانه دهستانی در بخش نوخندان شهرستان درگز در استان خراسان رضوی ایران به مرکزیت روستای برج قلعه است.

## جمعیت
براساس سرشماری مرکز آمار ایران در سال ۱۳۸۵، جمعیت دهستان شهرستانه ۵۰۴۶ نفر (۱۲۸۸ خانوار) بوده‌است. جمعیت این دهستان در سال ۱۳۹۰ به ۵۰۱۳ نفر رسیده‌است.